# Schleedorf
Schleedorf é um município da Áustria, situado no distrito de Salzburg-Umgebung, no estado de Salzburgo. Tem 10,42 km² de área e sua população em 2019 foi estimada em 1.075 habitantes.